# Sven-Olof Bodenfors
Sven-Olof Bodenfors, född 29 december 1946, är en svensk reklamman, grundare och långvarig vd för Forsman & Bodenfors samt styrelseproffs.
På 1970-talet verkade Bodenfors som både art director och copywriter på olika byråer i Göteborg.
Bodenfors arbetade på reklambyrån Claesson & Company tillsammans med barndomsvännen Staffan Forsman när de och några andra år 1986 valde att lämna denna byrå för att starta Forsman & Bodenfors. Forsman & Bodenfors var en okänd Göteborgsbyrå under de första åren, men började därefter uppmärksammas nationellt, öppnade kontor i Stockholm och fick stora kunder som Volvo och Ikea.
Bodenfors var vd för Forsman & Bodenfors fram till 2003. Han stannade dock kvar som senior partner. Han ledde också varumärkesbyrån F&B Case, som grundades 2004.
År 2004 valdes Bodenfors in i Göteborgs-Postens styrelse. Forsman & Bodenfors hade då haft Göteborgs-Posten som kund sedan 1988. Bodenfors stannade i Stampens styrelse fram till 2014. Han har också varit styrelseordförande för Göteborg Film Festival.
År 2000 fick Forsman reklambranschens hederspris Platinaägget. År 2011 fick han och Forsman Stora Annonsörpriset. Han har också vunnit flera andra utmärkelser, inklusive flera guldägg.